# Pozzo della Cava
Il Pozzo della Cava è un complesso archeologico nel quartiere medievale di Orvieto (TR), in via della Cava 28. Nel 2023 è stato inserito nella Rete Mondiale dei Musei dell'Acqua dell'UNESCO.

## Struttura
Questo pozzo, come il più celebre pozzo orvietano di San Patrizio, è scavato nel tufo, ed ha una profondità di 36 metri; in fondo, si trova l'acqua.
Il pozzo è suddiviso in 3 parti:
1. il pozzo circolare con un diametro di 3,4 m
2. il pozzetto "a pedarole", con una sezione rettangolare 60x70 cm, di epoca etrusca
3. il cunicolo in fondo al pozzo, con un'altezza di circa 170 cm ed una lunghezza di circa 20 m.

Il pavimento è ricoperto di fango e argilla ed è dotato di un solco che, con ogni probabilità, serviva per far scorrere l'acqua del pozzo.
Alla base del cunicolo sono stati trovati 5 fori disposti ad intervalli regolari che servivano, forse, per ospitare un macchinario per sollevare l'acqua.

## Storia
Nel 1527, papa Clemente VII prima di ordinare di scavare il pozzo di San Patrizio, fece riadattare il piccolo pozzo di origine etrusca che si trovava in Via della Cava per poter attingere l'acqua dalla sorgente.
Le spese furono sostenute dal comune e i lavori furono ultimati nel 1530.
Il pozzo restò aperto fino al 1646 fino a che le autorità comunali non ne ordinarono la chiusura, come testimonia una lapide originariamente collocata sulla via ed ora custodita in una delle nove grotte che costituiscono il percorso di visita al pozzo.

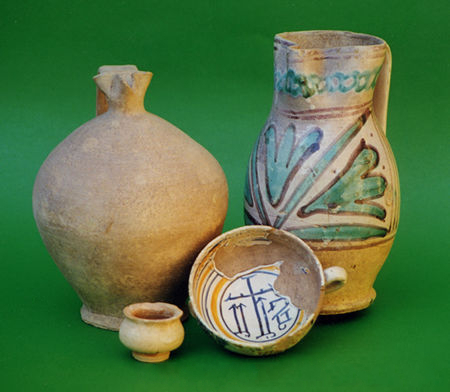
Reperti di ceramica rinvenuti nel sito.

Una leggenda vuole che il pozzo sia stato chiuso perché vi erano stati gettati 5 ufficiali francesi, per violenza a donne del quartiere della Cava. Altre ipotesi vogliono far risalire la chiusura alla guerra di Castro, durante la quale l'intera Via della Cava fu trasformata in fortificazione, murando tutte le aperture e i vicoli che vi si affacciavano.
Nel 1984 Tersilio Sciarra ha riscoperto il pozzo durante dei lavori di ristrutturazione, ma solamente fino ad una profondità di 25 metri. È del 1999 la scoperta che il primo pozzo di Orvieto è il Pozzo della Cava e non il Pozzo di San Patrizio.
Tra il 1985 e il 2004 sono state riscoperte anche le grotte attorno al pozzo.
Per realizzare il pozzo fu necessario demolire parte di un'abitazione in via della Cava, nel luogo della realizzazione del pozzo. L'antico accesso è stato ripristinato soltanto nel 2004, con la realizzazione di un puteale in pietra a ricordo dell'originale vera rinascimentale.

## Altri ritrovamenti archeologici del Pozzo della cava
Il pozzo si trova in un complesso ipogeo di nove stanze comunicanti, ricche di ritrovamenti archeologici etruschi, medievali e rinascimentali.

### La fornace
La fornace medievale si trova al pianterreno, nella 1ª stanza del percorso museale.
Vi sono i resti del forno di cottura e frammenti di maiolica gettati perché avevano difetti di fabbrica, nonché attrezzi per la foggiatura e la decorazione di ceramiche.

### I "butti"
I butti sono dei pozzi medievali utilizzati per gettare ossa e rifiuti solidi inorganici; i due butti del Pozzo della Cava si trovano nella 2ª e 5ª sala del percorso.

### La tomba trasformata
È visibile dalla 2ª sala del percorso.

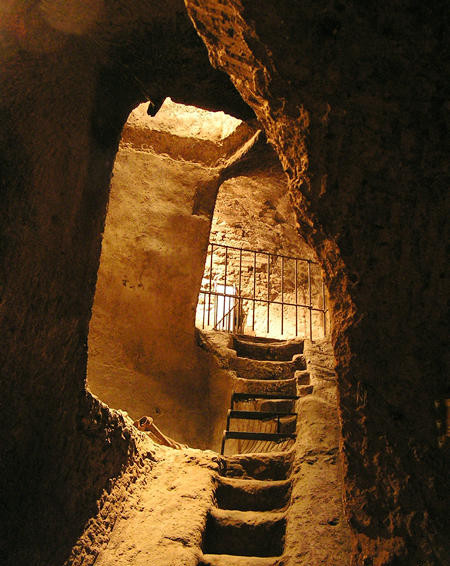
La cisterna

Si tratta di una tomba etrusca scavata nel tufo con tanto di giaciglio per il defunto ed alcuni fori laterali.
In seguito, la tomba è stata probabilmente trasformata in un follone, ossia un marchingegno usato nel medioevo per lavorare i tessuti.

### La cisterna etrusca
È situata tra la 5ª e la 6ª grotta.
Veniva utilizzata per la raccolta dell'acqua piovana.
L'intonaco era impermeabilizzato a "cocciopesto".

### La cantina medievale
È la 6ª sala del percorso.
La sala veniva utilizzata nel Medioevo come cantina per il vino di Orvieto, meglio conosciuto come il "vino di papi e re".

### Il pilastro della torre
Il "grande pilastro" al centro della "sala della muffola" è il resto di una torre medievale realizzata dai figli di Simone dei Filippeschi, ghibellino, braccio destro del capitano del popolo Neri della Greca.

### La muffola
Accanto ai pilastri della torre medievale, nella 7ª stanza, sono stati ritrovati i resti di una muffola: si tratta della camera inferiore della piccola fornace per la terza cottura (in gergo 3° fuoco) dei preziosi lustri rinascimentali.
Fra i reperti vi è un frammento di ceramica attribuito a Mastro Giorgio da Gubbio.

### Le sepolture rupestri
Le 2 ultime grotte del percorso, scoperte nel 2002, cioè la 8ª e la 9ª, sono oggetto di dibattito di vari archeologi: c'è chi suggerisce si tratti di stalle, chi una necropoli, chi una cisterna mai ultimata, chi un insediamento abitativo, chi una follonica, chi una conceria o addirittura un impianto termale.
Il rinvenimento di due nicchie identiche a quelle presenti nelle sepolture più antiche della necropoli di Norchia, però, avvalorano l'ipotesi di una necropoli rupestre.

### La cava e il pozzo n° 2
L'ultima sala del percorso segue le fessure naturali della roccia fino ad un'altezza di 14 m.
Fu utilizzata come cava di tufo per erigere un muro di sostegno; questo ha cancellato gran parte delle strutture etrusche e medievali presenti, come le citate sepolture rupestri, alcune vasche medievali intonacate e la base di un piccolo pozzo, denominato "pozzo n° 2".
Proprio per questo, l'utilizzo e la sua costruzione rimangono nel mistero.

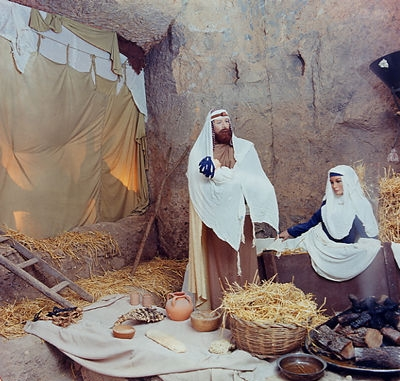
Il Presepe nel pozzo.

### I cunicoli etruschi
Oltre a quello in fondo al pozzo, un altro cunicolo etrusco è visibile nel piano rialzato della 8ª e 9ª grotta.
Questi cunicoli servivano per convogliare l'acqua nei punti di raccolta: il cunicolo della grande grotta scende lungo la parete di tufo anziché essere diretto in una cisterna.

## Il Presepe nel Pozzo
Ogni anno, dall'antivigilia di Natale alla domenica dopo l'Epifania, l'ultima grande grotta del Pozzo della Cava diventa lo scenario di un presepio allestito con personaggi animati a grandezza naturale.